# Piper PA-48 Enforcer
Le Piper PA-48 Enforcer était un avion léger d'attaque au sol spécialisé dans les missions de lutte anti-guérilla, conçu et construit aux États-Unis par la société Piper Aircraft à Lakeland (Floride), dans les années 1970. Il fut l'ultime développement du célèbre chasseur P-51 Mustang de la Seconde Guerre mondiale.
Le concept de l’Enforcer fut initialement créé et testé en vol sous le nom de Cavalier Mustang par David Lindsay, propriétaire de la Cavalier Aircraft Corporation (en), en réponse au programme PAVE COIN, de l'US Air Force, mais Cavalier n'avait pas l'influence politique ou les capacités de production nécessaires pour une production en masse de l’Enforcer, et le programme fut revendu à Piper Aircraft par Lindsay en 1970.

## Conception et développement

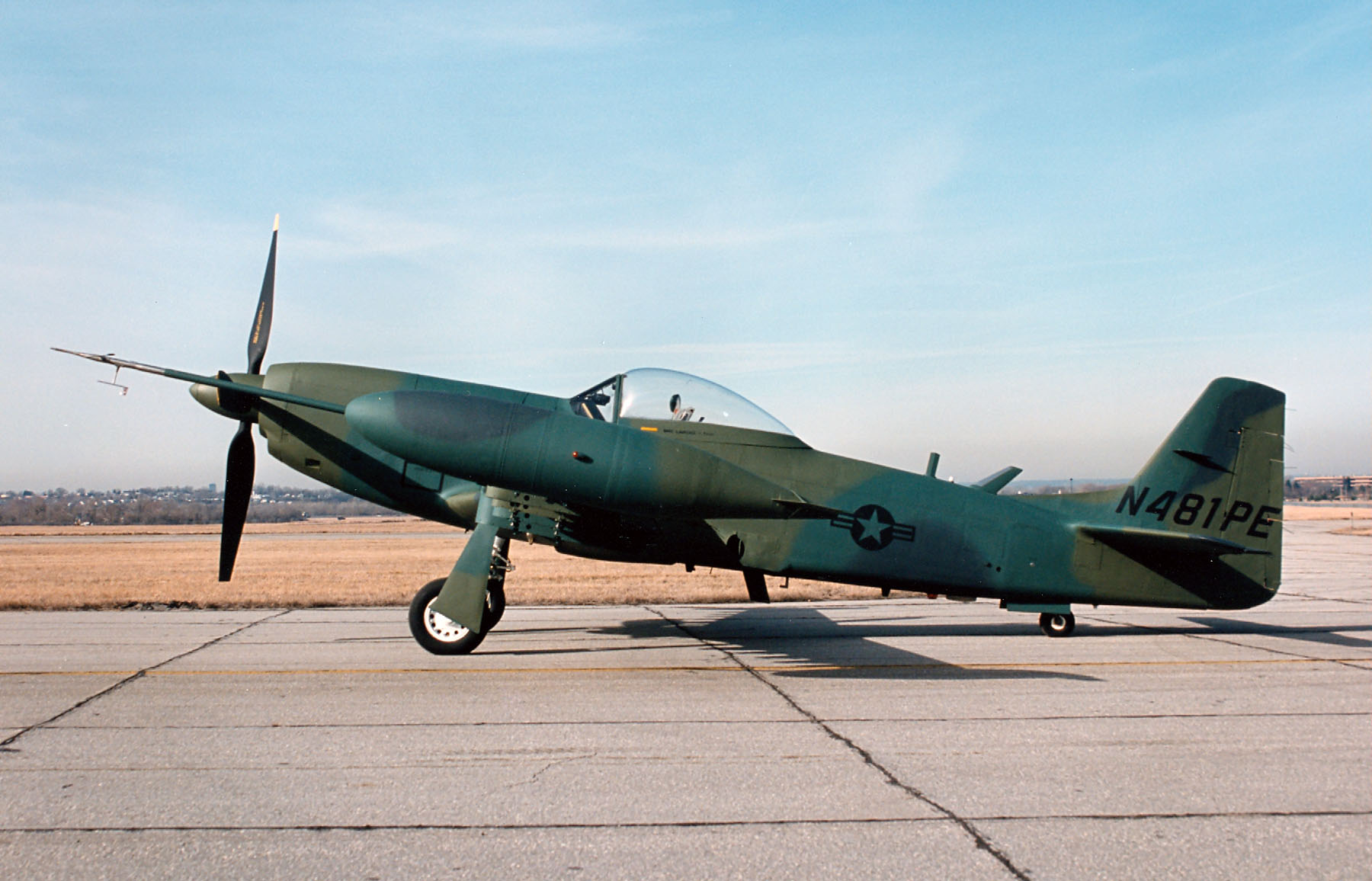
Piper PA-48 Enforcer pendant les essais de l’US Air Force.

En 1968, le fondateur et propriétaire de la Cavalier Aircraft Corporation, David Lindsay, commença à développer une version lourdement modifiée du Cavalier Mustang pour un emploi comme avion de lutte anti-guérilla (en anglais : « Counter-insurgency aircraft », ou « COIN aircraft »). Cavalier installa initialement un turbopropulseur Rolls-Royce Dart 510 sur une structure de Mustang II. Ce prototype, développé sur fonds privés, était également destiné à accomplir les mêmes missions d'appui aérien rapproché/lutte anti-guérilla que celles assignées au Mustang II. La version Turbo Mustang III avait radicalement augmenté les performances de l'avion initial, avec également une amélioration de la charge utile et une baisse des coûts de maintenance, et était équipée de blindages en céramique Bristol pour protéger le moteur, la structure et le pilote. Malgré de nombreuses tentatives de ventes à l’US Air Force, ni les militaires américains ni aucun client étranger n’achetèrent le Turbo Mustang III.
Alors à la recherche d'une compagnie disposant de capacités de production importantes, David Lindsay revendit le Turbo Mustang III, alors renommé « Enforcer », à Piper Aircraft à la fin de l'année 1970. La Cavalier Aircraft Corp. fut fermée en 1971, et David Lindsay put alors continuer à participer au développement de l'Enforcer avec Piper. Piper fut en mesure de louer un turbomoteur Lycoming T55L-9 à l’US Air Force (le moteur que Lindsay voulait initialement installer dans l'avion) et fit voler l'avion pendant plus de 200 heures. En 1984, grâce à une rallonge budgétaire de 12 millions de dollars octroyée par le Congrès, Piper construisit deux nouveaux exemplaires de l'avion, donnant à ces nouveaux prototypes la désignation de PA-48. Ils furent évalués par l’US Air Force, mais pilotés uniquement par des pilotes d'essai de chez Piper.
En 1971, Piper construisit deux Enforcers en modifiant lourdement deux structures de Mustang existantes, les équipant de turbopropulseurs Lycoming YT55-L-9A et leur appliquant de nombreuses autres modifications. L'un des deux avions était un monoplace, désigné PE-1 (enregistré auprès de la FAA sous le code N201PE), et l'autre était un biplace à doubles commandes, désigné PE-2 (enregistré auprès de la FAA sous le code N202PE). Avant l'évaluation associée au programme PAVE COIN, le PE-2 fut perdu dans un accident au large des côtes de Floride le 12 juillet 1971, à cause d'un battement engendré par une modification du compensateur de gouverne de profondeur effectué par Piper. Bien que l’Enforcer restant se soit bien comporté pendant les évaluations du programme PAVE COIN de l’US Air Force en 1971 et 1972, Piper ne parvint pas à obtenir un contrat de la part de l'armée de l'air américaine.

## Essais en vol et évaluation

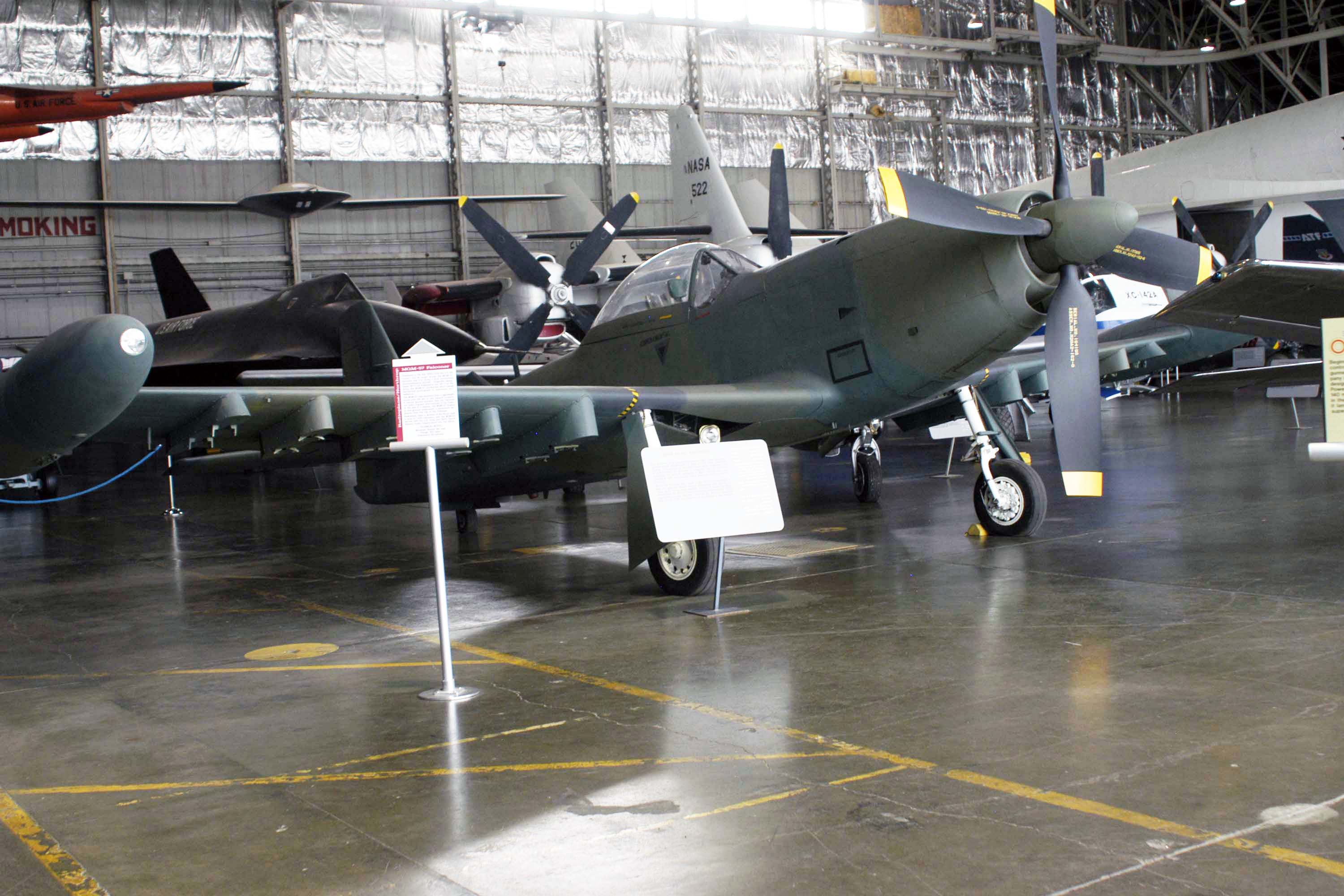
Le Piper PA-48 Enforcer dans la galerie « Research & Development » au National Museum of the U.S. Air Force.

Pendant encore huit ans, Piper et Lindsay firent pression sur le Congrès pour forcer l’US Air Force à réévaluer officiellement l’Enforcer. Finalement, en 1979, une rallonge de budget de 11,9 millions de dollars fut attribuée à Piper pour fabriquer deux nouveaux prototypes et pour que l'armée de l'air américaine effectue une autre évaluation en vol de l'avion. Comme l’Enforcer ne fut jamais intégré à l'inventaire de l'USAF, il ne reçut aucune désignation militaire officielle et aucun numéro de série de l'USAF. Il fut en fait utilisé sous sa désignation de Piper PA-48 et ses numéros de registre FAA N481PE et N482PE.
Quand les PA-48 furent construits, ils ne partagèrent finalement que 10 % de leur structure avec celle du P-51, et étaient plus longs et plus larges. La prise d'air ventrale, si caractéristique du P-51, avait disparu, et l'échappement du turbopropulseur consistait en une grosse tubulure sortant par le côté gauche du nez de l'avion. L'avion était en fait un appareil presque totalement nouveau. Les deux prototypes furent testés en 1983 et 1984 à Eglin AFB, en Floride, et Edwards AFB, en Californie. Comme pendant les essais du programme PAVE COIN de 1971, les deux avions furent compétents dans leur rôle, mais là encore l'USAF décida de ne pas acheter leur production en série. Les avions furent mis en stockage en 1986.

## Appareils conservés
Sur les quatre prototypes construits, deux existent toujours. En 2014, la restauration du PA-48 N482PE a été achevée, et l'appareil a été mis en exposition à l’Air Force Flight Test Museum, sur la base aérienne d'Edwards, en Californie.
Le N481PE a également été complètement restauré et est exposé dans la galerie « Research & Development » au National Museum of the U.S. Air Force, sur la base de Wright-Patterson, près de Dayton (Ohio).